# Адамз-Гроув (Вірджинія)
36°41′36″ пн. ш. 77°23′7″ зх. д. / 36.69333° пн. ш. 77.38528° зх. д.
Адамз-Гроув — це невключена спільнота на заході округу Саутгемптон, Вірджинія, США, наприкінці 615-ї автомагістралі. Вона розташована на висоті 27 метрів над рівнем моря.
Через поселення проходить залізнична колія, яка з'єднує між собою міста Норфолк, Франклін та Денвілл.